# Le Petit-Quevilly
Le Petit-Quevilly és un municipi francès, situat al departament del Sena Marítim i a la regió de Normandia. L'any 1999 tenia 22.332 habitants.